# Federico Chaves
Federico Chaves Careaga (né le 15 février 1882 et mort le 24 avril 1978) est un homme politique et soldat paraguayen qui est président du Paraguay du 10 septembre 1949 au 5 mai 1954. Il est membre du Parti colorado.

## Biographie

### Naissance et famille
Chaves est né le 15 février 1882 à Paraguarí. Il est le fils du Portugais Federico Chaves et de sa femme Felicia Careaga, de Guaira, Paraguay.

### Carrière politique
Chaves, qui obtient son diplôme en droit en 1905, est un leader de longue date du parti de centre droit du Colorado. Lorsque son parti entre dans un gouvernement de coalition en 1946, Chaves est nommé à la Cour suprême. Il est ministre des Affaires étrangères du Paraguay à partir de 1947. Il est élu en avril 1949 président de la Chambre des députés,, et conserve ce poste jusqu'à ce qu'il devienne président en septembre 1949. Il est élu pour un mandat de trois ans en 1950, puis réélu en 1953. Lorsque Chaves tente de renforcer son régime en armant la police nationale en 1954, un coup d'État mené par le général Alfredo Stroessner le 5 mai met fin à son gouvernement.

### Décès
Chaves est décédé le 24 avril 1978 à l'âge de 96 ans dans la ville d'Asuncion, de causes naturelles. Il est enterré avec tous les honneurs d'État ; Stroessner assiste aux obsèques. De la mort d'Isidro Ayora est décédé le 22 mars 1978 à sa propre mort, il est le plus ancien chef d'État paraguayen en vie.

## Sources
- Crónica Histórica Ilustrada del Paraguay, Distribuidora Quevedo de Ediciones, Buenos Aires, (ISBN 987-9246-03-9) (page 856)